# Mornaga
Il torrente Mornaga è un torrente che attraversa il territorio di Castiglione Olona, in Provincia di Varese, confluendo nel fiume Olona.

## Percorso del torrente
Il torrente Mornaga nasce a nord della Cascina Colombera, nel Parco Locale di Interesse Sovracomunale (PLIS) Rile Tenore Olona (RTO). Successivamente bagna Gornate Superiore, frazione di Castiglione. In questo paese il Mornaga alimenta un lavatoio, recentemente restaurato. Prosegue in una stretta valle fino alla confluenza nell'Olona, che si trova presso la vecchia stazione ferroviaria di Castiglione Olona. In questa zona confluisce nell'Olona anche il Riale delle Selve. Affluenti del Mornaga sono il Riale Bulgarella, il Rio Canale ed il torrente Marnetta.

## Gli Affluenti
Il Riale Bulgarella è alimentato da alcune risorgive e percorre una stretta valle, situata tra la valle del Mornaga e la valle della Marnetta. Il torrente Marnetta è il maggior tributario del Mornaga e si forma presso il lavatoio di Caronno Corbellaro (frazione di Castiglione), dall'unione di due rigagnoli: il Rio Griano ed il Rio Dietro Costa. Quest'ultimo alimenta il lavatoio. In seguito la Marnetta percorre una valle stretta e incassata, sfociando nel Mornaga poco prima che questo confluisca nell'Olona. Il Mornaga riceve inoltre le acque di scolo del Laghetto dei Pescatori di Castiglione, tramite il Rio Canale, che alimenta e regola il laghetto.